# Franciszek Mymer
Franciszek Mymer, Leomontanus Silesius, Mymerus, Lewenbergus (ur. ok. 1500 w Lwówku Śląskim, zm. po 1564) – tłumacz, poeta i wydawca piszący w języku łacińskim, polskim i niemieckim, działacz na rzecz upowszechnienia języków narodowych i szkolnictwa w języku polskim.

## Życiorys
Franciszek Mymer pochodził z rodziny mieszczańskiej. W latach 1519–1531 studiował w Akademii Krakowskiej, uzyskując tytuł magistra sztuk wyzwolonych. W 1531 roku wykładał tamże Tristia Owidiusza. Prawdopodobnie do roku 1540 lub 1542 mieszkał i działał w Krakowie. Później był pisarzem miejskim w Kościanie, przebywał w Toruniu, a także pełnił funkcję pastora w Dohnie niedaleko Drezna. Był poliglotą znającym kilka języków: oprócz niemieckiego, polskiego i łaciny były to języki czeski, włoski i grecki. Jego wujem był Marek Szarffenberg z rodu Szarfenbergów, zajmującym się drukarstwem.

## Działalność wydawnicza i przekłady
Mymer przełożył z łaciny wiele podręczników do nauki gramatyki i retoryki. Wydawał też utwory autorów starożytnych, m.in. Seneki Młodszego, Plauta, Juwenalisa, w tym także opracowania dwujęzyczne.
- Zarys składni łacińskiej autorstwa Filipa Melanchtona, 1521, drukarnia Macieja Scharffenberga w Krakowie
- Dictionarius trium linguarum: latinae, teutonicae etc. polonicae potiora vocabula continens (Dykcjonarz łacińsko-niemiecko-polski), 1528, prawdopodobnie przeróbka słownika łacińsko-niemiecko-czeskiego wydanego w 1513 przez Hieronima Wietora
- Paedologia dialogos 37 continens Piotra Mosellana
- De componendis epistolis M. Perottiego
- Cathonis Disticha moralia...Cathonowe wiersze obyczajne Pseudo Katona
- Formuale honestae vitae et rithmi german. ac. polonica linguis Seneki
- De moribus puerorum carmina Jana Sulpicjusza
- Dicteria Laconica graece edita Pseudo Plutarcha
- Komedie Amphitrio, Mercator oraz Cassina Plauta
- Medicina metrica de regimine sanitatis... (O zachowaniu się w towarzystwie), zbiór reguł savoir-vivre
- Regimen sanitatis medicorum parisiensium... (Dobrego zdrowia rządzenie, przez wszystki miesięce roczne, jako się każdy człowiek w jadle y w piciu y puszczaniu krwie ma rzędzić), zbiór porad zdrowotnych

## Twórczość własna
W 1532 w Krakowie Franciszek Mymer wydał zbiór poezji zatytułowany In miserrimam Joannis Mymeri germani fratris unici, in sylvis a praedonibus caedem, naenia funebris. Wśród utworów znalazła się elegia poświęcona bratu Janowi, który zginął z rąk rozbójników w lasach między Warszawą a Piasecznem.